# Tablogix
Tablogix — международный логистический оператор, который предоставляет услуги в области ответственного хранения, грузоперевозок. Компания образовалась в результате слияния двух английских логистических компаний JD Logistics и Firebird.

## История
- 1994 год — создание в 1994 году предпринимателями из США Джонатоном Соломоном и Дэвидом Бирнбаумом компании JD Warehousing & Distribution. Первые две буквы JD означали имена основателей компании Jonathan Solomon & David Birnbaum.
- 1998 год — слияние с компанией Firebird (международные и российские перевозки). Интеграция всех бизнес направлений под торговой маркой — DCA Logistics.
- 2001 год — ребрендинг, появление нового бренда — TABLOGIX..
- 2005 год — открытие первого национального дистрибуционного центра автомобильных запасных частей.
- 2006 год — выход на рынок косметической продукции и бытовой химии. Запуск операций на территории логистического комплекса в Томилино.
- 2008 год — сертификация системы менеджмента качества, по стандарту ISO 9001-2008.
- Получение Сертификата Q1 от компании Ford Motor Company, который служит доказательством качества услуг для автомобильных компаний.
- 2011 год —  ресертификация системы менеджмента качества, подтверждение Сертификата ISO 9001-2008.
- 2012 год - запуск операций в логистическом комплексе Oriflame и  логистическом парке "Южные Врата" в Домодедово.
- 2014 год - Присуждение сертификата Logistic Service Quality Award от компании Ford-Sollers.
- 2017 год - Cертификация системы менеджмента по стандарту ISO 9001:2015. Развитие складских услуг для рынка бытовой техники и электроники.
- 2018 год - Запуск операций в логистическом комплексе Michelin в д.Давыдово Московской области. Значительный прирост численности персонала.
- 2021 год - Приобретение складского и транспортного бизнеса Московского региона финской компании Itella[1]

## Руководство компании
Генеральный директор Tablogix — Дэвид Лейн
Генеральный директор Tablogix Express — Олег Лащевкер
Директор по продажам — Денис Савельев
Директор по развитию операций - Альфред Экль
Директор по операциям — Дмитрий Краснов
Финансовый директор — Валерий Синяев
Технический директор — Борис Теклин

## Деятельность
Ответственное хранение на складских комплексах класса А в Московском регионе. Складские операции компании охватывают 210 000 кв.м. Штат сотрудников составляет около 1000 человек. Грузоперевозки. Разработка IT решений в области управления складскими операциями.